# Кадрова палата Японії

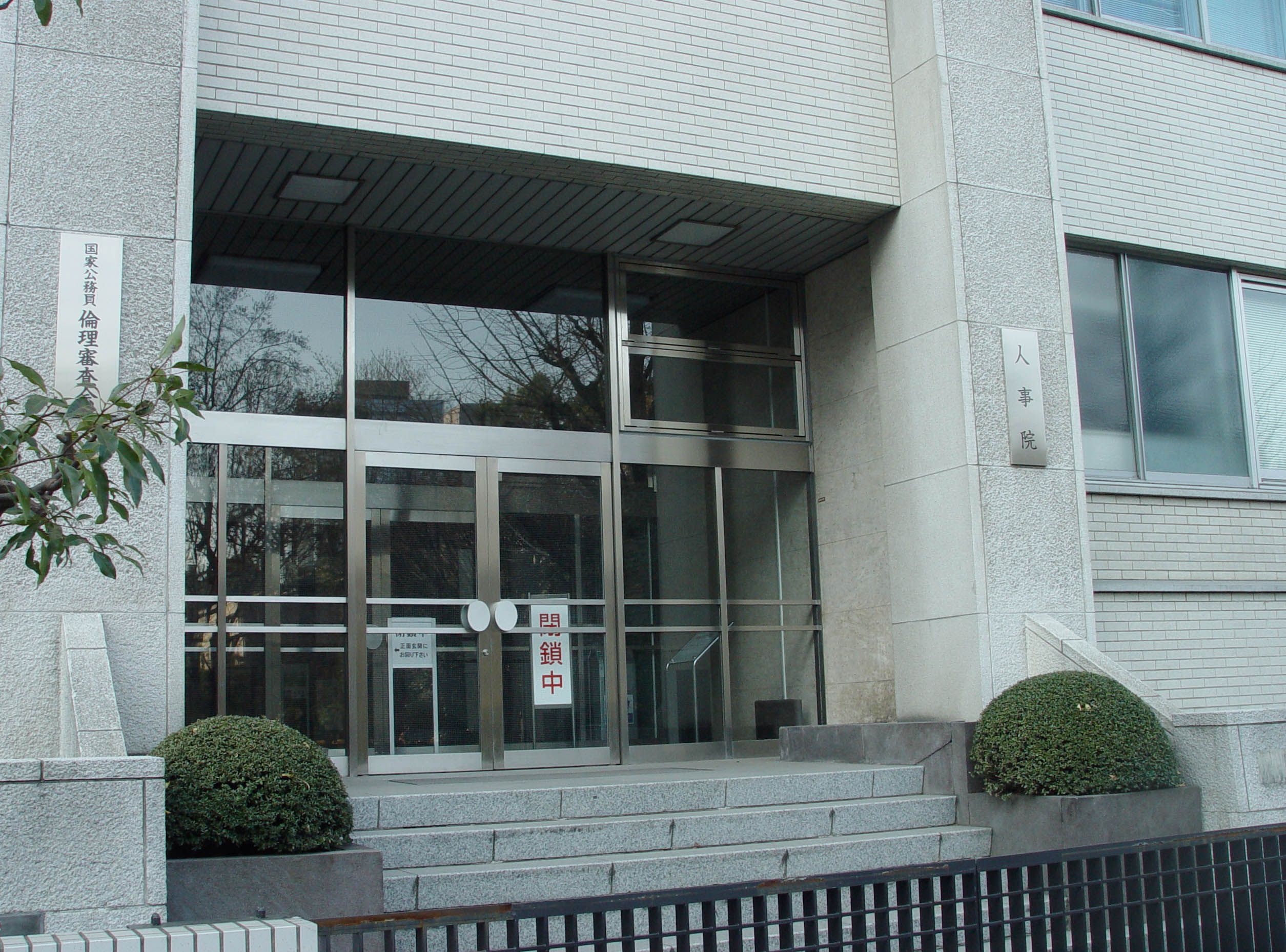
Будівля Кадрової палати Японії

Кадрова палата (яп. 人事院, じんじいん, дзіндзі-ін; англ. National Personnel Authority) — центральний орган виконавчої влади Японії, складова Кабінету Міністрів. Заснована 1948 року згідно з законом про державних службовців.
Очолюється трьома головами, які складають Раду палати з кадрових питань. Один із трьоїх голів обирається Президентом кадрової палати (人事院総裁, じんじいんそうさい, дзіндзі-ін сосай; англ. President of the National Personnel Authority).
Займається кадровими питаннями центрального уряду Японії: визначає стандарти для державних службовців, покращує умови їхньої роботи, розробляє систему рангів і посад в уряді, встановлює іспити й умови прийому на роботу держслужбовців
центрального апарату, володіє правом надання і конфіскації ліцензій держслужбовців. Покликана сприяти становленню справедливої і уніфікованої кадрової політики.